# Кумна
Ку́мна (эст. Kumna) — деревня в волости Харку уезда Харьюмаа, Эстония. 

## Число жителей
По данным переписи населения 2011 года число жителей деревни составило 327 человек, из них 250 (76,5 %) — эстонцы.

## Географическое положение
Расположена на севере Эстонии. Высота над уровнем моря — 27 метров. Местный ландшафт плоский со смешанным лесом. Плотность населения составляет 16 человек на квадратный километр. Ближайший населённый пункт — город Кейла —находится 2,5 км к юго-западу. С юго-востока деревня граничит с шоссе 8, с юго-запада — с рекой Кейла.
Господствующий климат континентальный со среднегодовой температурой 3°C. Наиболее тёплый месяц — июль со средней температурой 17 °C, а самый холодный — январь с температурой около -12 °С.

## История
В 1865 году в земле хутора Поолака был найден серебряный клад XIII века до нашей эры.
23 сентября 1944 года недалеко от деревни произошло сражение у Кумна между отступающими немецкими и наступающими советскими войсками.

## Достопримечательности
В XVII веке здесь было возведено первое деревянное главное здание мызы Кумна, а в 1913 году — новый каменный особняк в неоклассическом стиле. Оба здания внесены в Эстонский Государственный регистр памятников культуры. Под охраной государства также находится окружающий мызу Кумна парк.

## Галерея

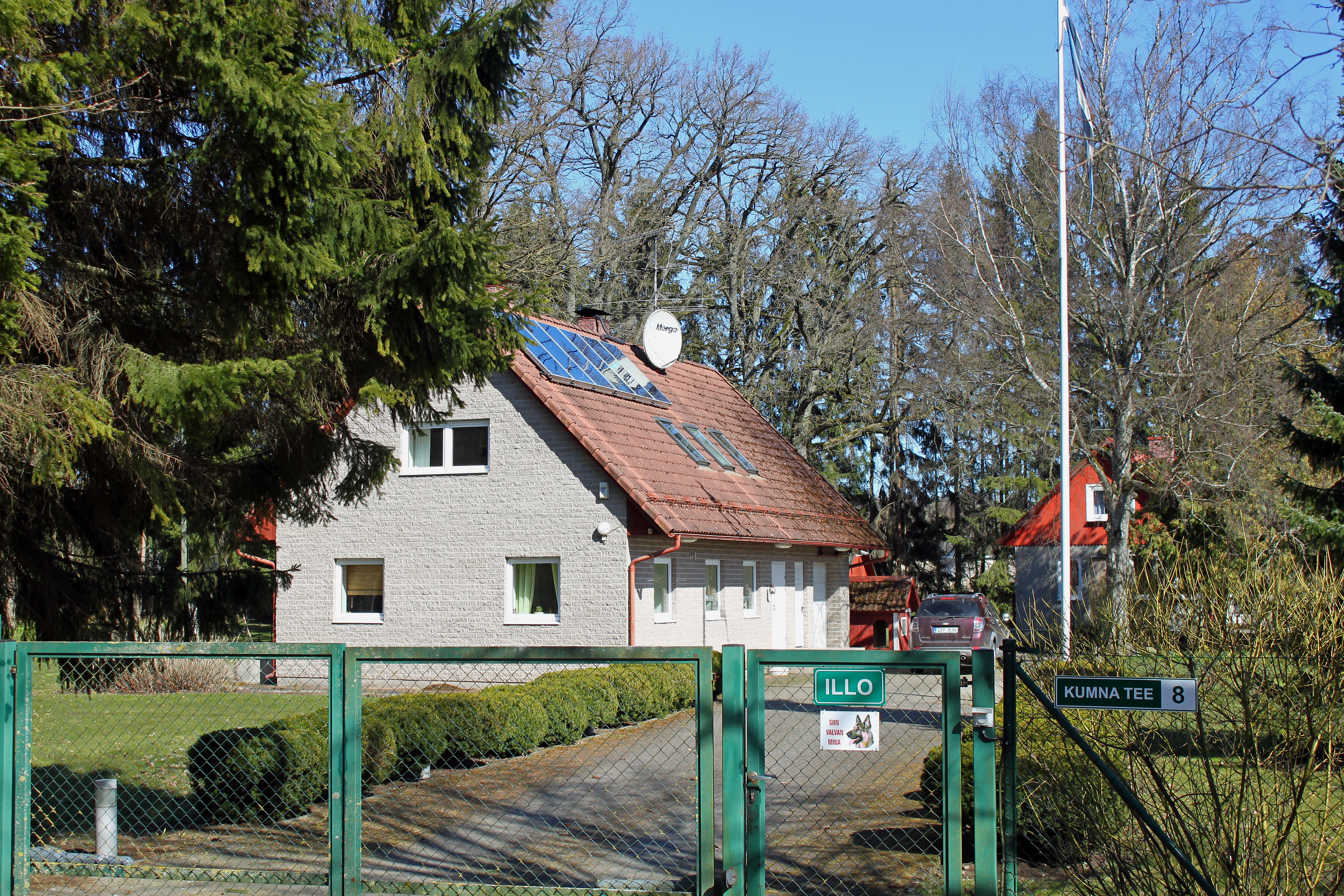
Улица Кумна в деревне Кумна
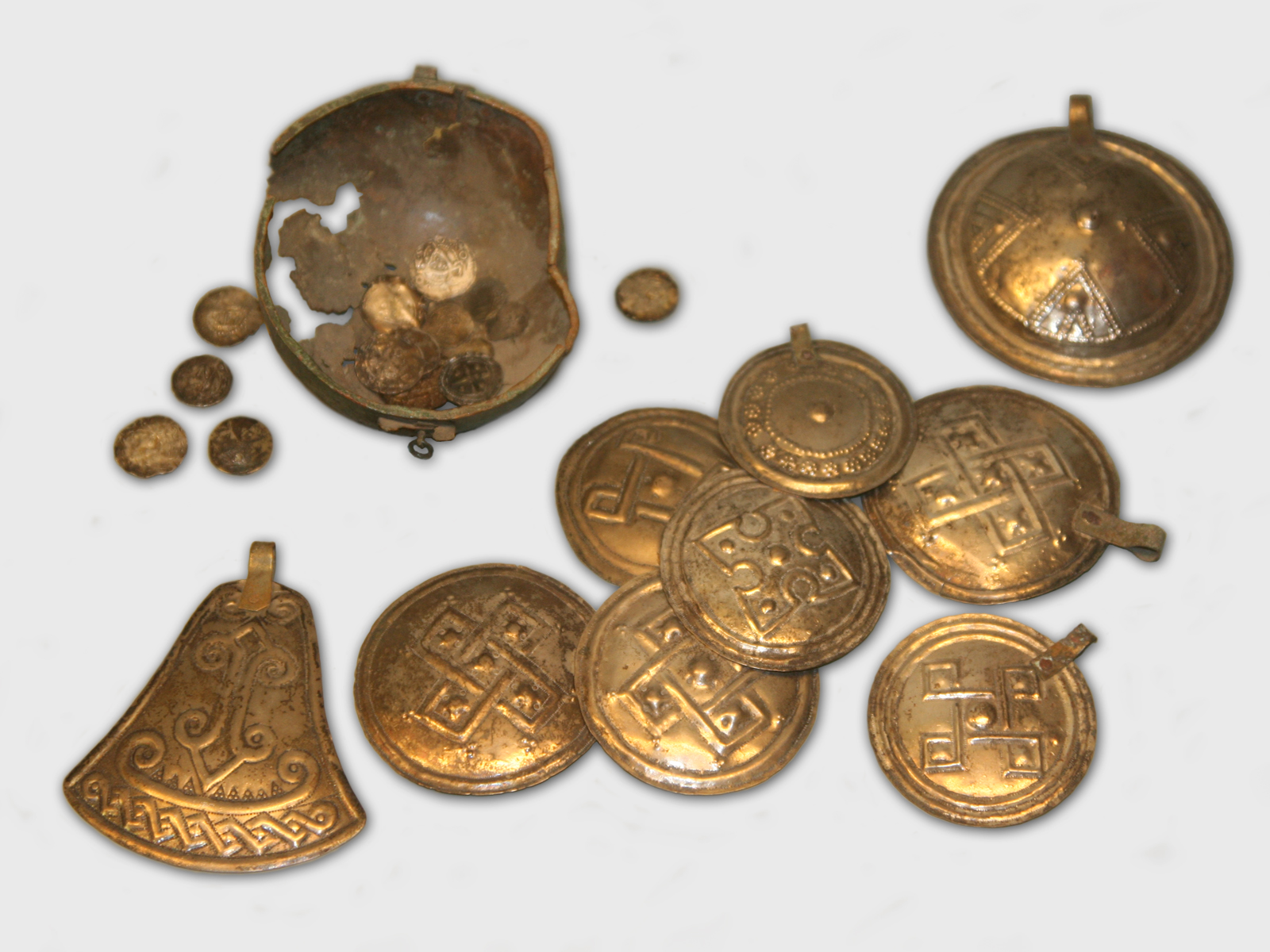
Серебряный клад Кумна (Эстонский исторический музей)
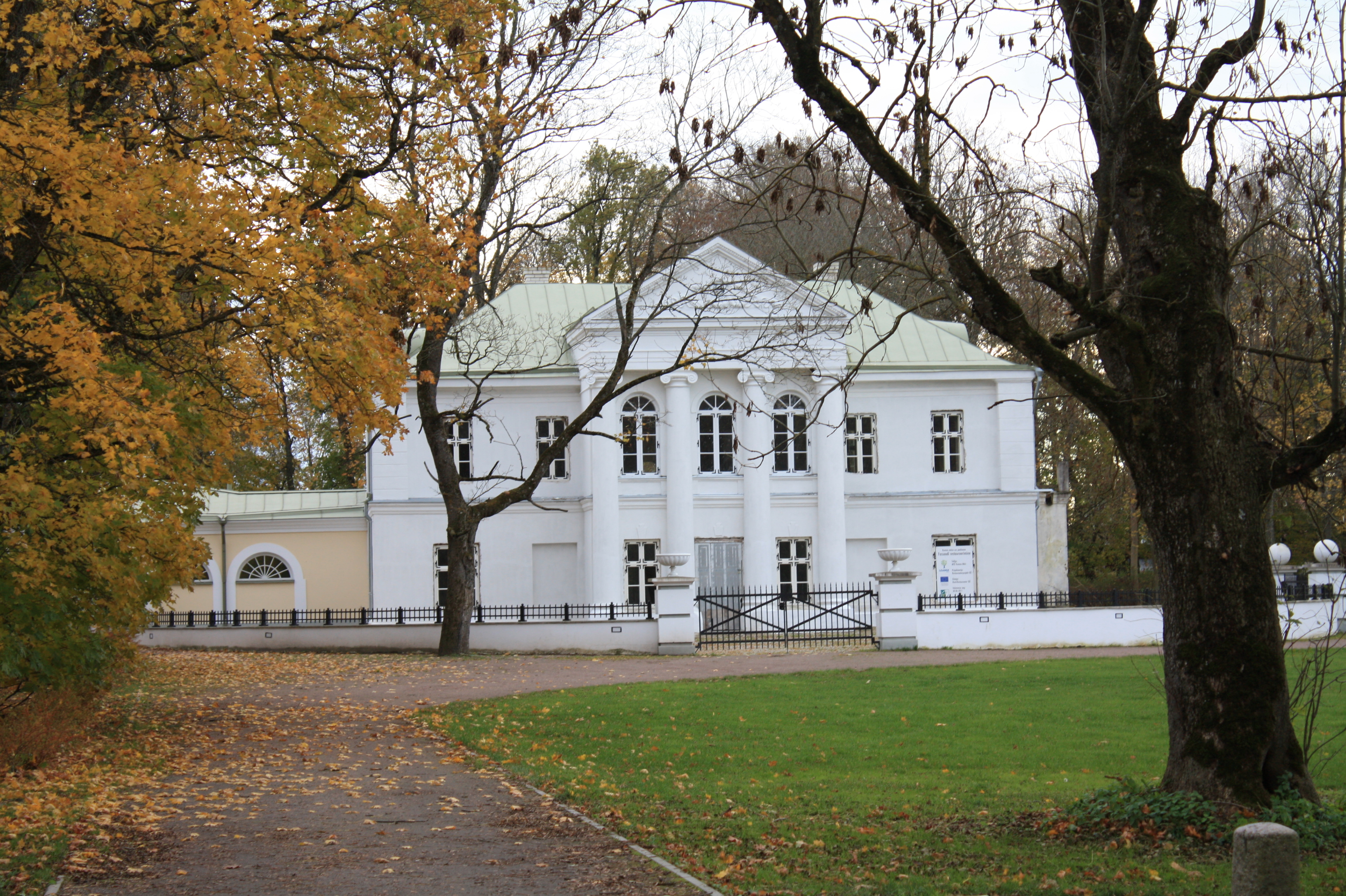
Мыза Кумна
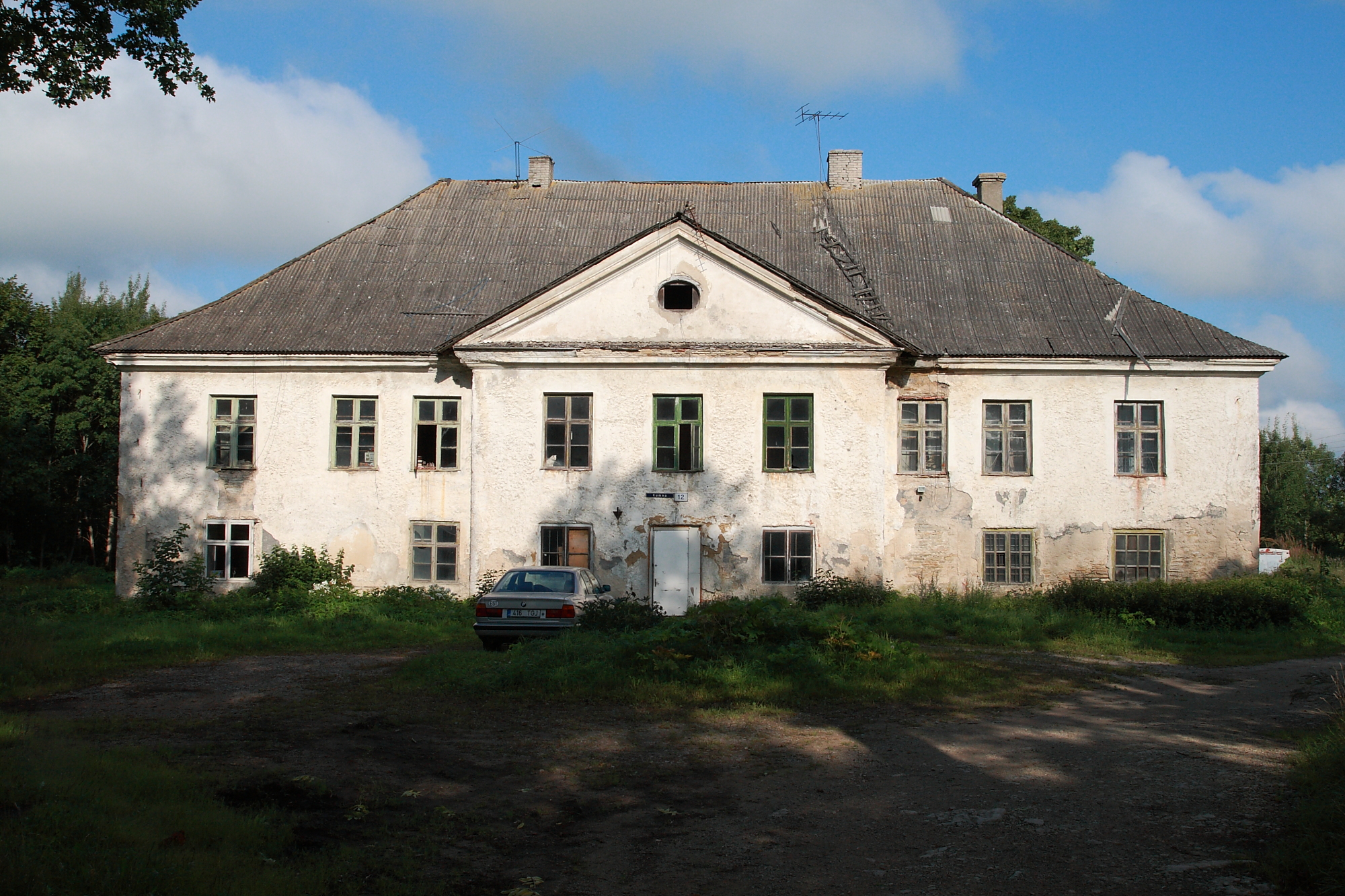
Главное здание Кейлаского пастората в Кумна
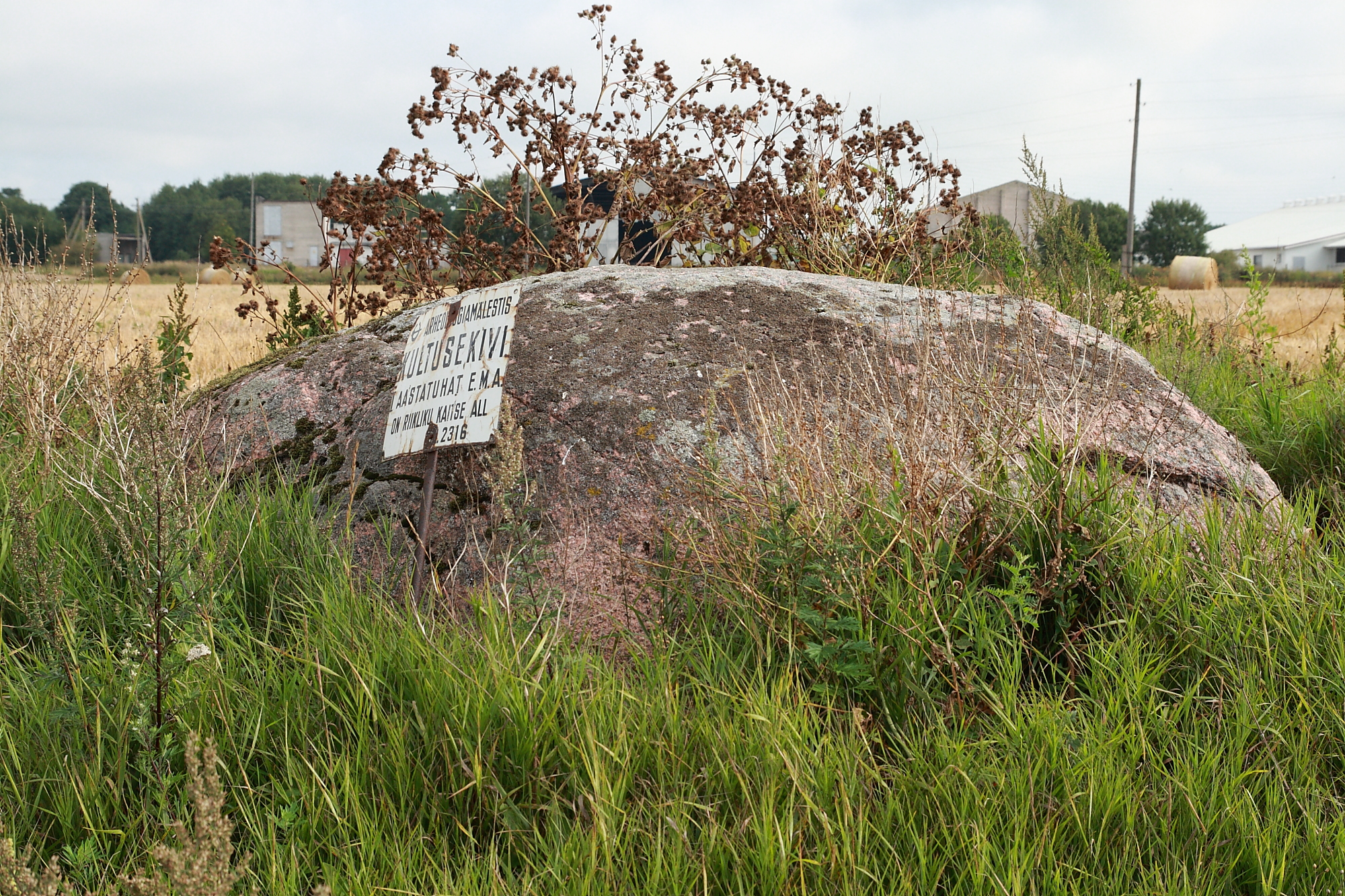
Ритуальный камень на территории деревни Кумна